# Palmyra Atoll National Wildlife Refuge
Le Palmyra Atoll National Wildlife Refuge est une aire protégée américaine préservant l'essentiel de l'atoll Palmyra, dans l'océan Pacifique. Ce National Wildlife Refuge créé en 2001 est un site Ramsar depuis le 1er avril 2011.